# Bedřich Štyndl
Bedřich Štyndl (25. února 1909 – 12. října 1984) byl slovenský a československý politik Komunistické strany Slovenska a poúnorový poslanec Národního shromáždění ČSR.

## Biografie
K roku 1954 se profesně uvádí jako ředitel Slovenských plynáren.
Ve volbách roku 1954 byl zvolen za KSS do Národního shromáždění ve volebním obvodu Bratislava V. V parlamentu setrval do konce funkčního období, tedy do voleb roku 1960.